# Бібліотека № 159 (Київ)
Бібліотека №159 Дарницького району м.Києва. 

## Адреса
02121 м.Київ, вул.Заслонова, 18

## Характеристика
Площа приміщення бібліотеки - 300 кв.м., Книжковий фонд - 22.981 тис.примірників. Щорічно обслуговує 2,100 тис. користувачів, книговидача - 39,0 тис. примірників.

## Історія бібліотеки
Бібліотека заснована у 2002 році. Нова бібліотека створена відповідно до розпорядження Дарницької районної в місті Києві державної адміністрації від 16.01.2002 року №28 "Про відкриття нової бібліотеки", заснована на базі фондів профспілкової бібліотеки Клубу залізничників.
Провідним напрямком роботи бібліотеки визначено інформаційну роботу з питань мистецтва. В бібліотеці функціонує мистецька вітальня "Від прекрасного до вічного".